# Xiluodu-dammen
Xiluodu-dammen (förenklad kinesiska: 溪洛渡大坝; traditionell kinesiska: 溪洛渡大壩; pinyin: Xīluòdù Dàbà) är en dammbyggnad vid Yangtze-floden i Kina. Den är belägen mellan provinserna Yunnan och Sichuan.
Dammens huvudsakliga syfte är att generera elektricitet via vattenkraft. Andra användningsområden innefattar förhindring av översvämningar, reglering av slam samt ökade möjligheter till framkomlighet nedströms. 
Byggnationen påbörjades 2005 och slutfördes 2014. Xiluodu-dammen är 285,5 meter hög och 700 meter lång. Kapaciteten i kraftverket ligger på ungefär 13 860 megawatt och är för närvarande Kinas näst största kraftverk, efter De tre ravinernas damm.